# José Ángel Juanes Seseña
José Ángel Juanes Seseña (Salamanca, 10 de julio de 1940) es un actor de doblaje español, hijo del periodista, escritor, crítico, autor teatral y hombre de radio José de Juanes.

## Biografía
Licenciado en Filosofía y Letras a principio de los años 60, colabora en revistas universitarias de cine y asiste al Festival de San Sebastián como enviado especial de Radio Nacional de España.
Traduce libros y artículos técnicos del inglés, francés, italiano e imparte clases de Filosofía e Historia del Arte en Bilbao.
Ingresa en la Escuela Oficial de Cinematografía en la especialidad de cámara.
En 1971 publica el libro "Aldous Huxley", primera biografía en español del escritor británico, y en 1998 "Perfil de Ángel Ganivet", del que es un consumado experto. Así mismo, escribe y dirige el rodaje de diversos documentales y participa como director de fotografía en distintas películas. En su faceta de intérprete debuta en 1946 como actor infantil en la película "Misión blanca" de Juan de Orduña.
Inicia su trayectoria en el doblaje en 1947 bajo la dirección de Hugo Donarelli en el papel de niño protagonista de "En busca del asesino". En 1958 gana el 2º premio de interpretación masculina por "Íntimamente unidos" en el concurso nacional de teatro universitario. En 1962 hace su primera prueba de doblaje con Páco Sánchez en Sago y empieza a trabajar con regularidad.
En su larguísima trayectoria, dirige e interpreta innumerables series y películas, entre ellas algunas que se podría denominar de culto como Anno Domini, Arriba y abajo, Yo Claudio o Fama, donde interpretaba al Profesor Shorosfky. También ejerciendo como ajustador y traductor ocasional.
En 1991 puso voz al Capitán Haddock en la serie animada de Las aventuras de Tintín.
De tanto doblar a Papá Noel, termina por interpretarlo en persona para una campaña publicitaria de Amena.
No podemos olvidar su grandísima aportación al mundo de la narración de programas informativos como "El arte de vivir" o Informe semanal y de documentales.
En 2018, recibió un "Premio Irene" en reconocimiento a su larga trayectoria en doblaje y los grandes trabajos realizados.

## Trabajos como actor de doblaje
Tras más de cincuenta años dedicados al doblaje, ha prestado su voz a actores de la categoría de Max von Sydow, Michael Caine, Peter Falk, Charles Durning, Albert Hague, John Hurt, Gordon Jackson, etc.. Además, suele ser la voz habitual de David Attenborough en muchos de sus documentales.